# Chaerilus kampuchea
Espèce
Chaerilus kampuchea est une espèce de scorpions de la famille des Chaerilidae.

## Distribution
Cette espèce est endémique de la province de Kampot au Cambodge. Elle se rencontre vers Phnom Laang.

## Description
Le mâle holotype mesure 13,5 mm.

## Étymologie
Cette espèce est nommée en référence au lieu de sa découverte, le Kampuchéa.

## Publication originale
- Lourenço, 2012 : More about the genus Chaerilus Simon, 1877 in Vietnam and Cambodia, with descriptions of two new species. Arthropoda Selecta, p. 21, no 3, p. 235-241 (texte intégral).